# Stephen Wooldridge
Stephen Brian Wooldridge (ur. 17 października 1977 w Sydney, zm. 14 sierpnia 2017) – australijski kolarz torowy i szosowy, złoty medalista olimpijski oraz czterokrotny medalista torowych mistrzostw świata.

## Kariera
Pierwszy sukces w karierze osiągnął w 2000 roku, kiedy wygrał szosowy wyścig Canberra Goulburn. Rok później został mistrzem kraju w madisonie, a na mistrzostwach świata w Kopenhadze w 2002 roku razem z Peterem Dawsonem, Brettem Lancasterem i Lukiem Robertsem zdobył złoty medal w drużynowym wyścigu na dochodzenie. Na mistrzostwach świata w Melbourne w 2004 roku Australijczycy w składzie Wooldridge, Roberts, Dawson i Ashley Hutchinson ponownie zwyciężyli w tej konkurencji. W tym samym roku brał udział w igrzyskach olimpijskich w Atenach, gdzie wspólnie z Graeme'em Brownem, Brettem Lancasterem, Bradem McGee, Lukiem Robertsem i Peterem Dawsonem zdobył złoty medal olimpijski. Na rozgrywanych rok później mistrzostwach świata w Los Angeles Australijczycy nie obronili tytułu sprzed roku, zajmując ostatecznie czwarte miejsce. Już podczas mistrzostw w Bordeaux w 2006 roku ponownie zwyciężyli, tym razem w składzie: Dawson, Wooldridge, Mark Jamieson i Matthew Goss. W 2006 roku startował również na igrzyskach Wspólnoty Narodów w Melbourne, zajmując drużynowo drugie miejsce.
Popełnił samobójstwo 14 sierpnia 2017 roku.